# IC 1584
IC 1584 ist eine Spiralgalaxie vom Hubble-Typ SB? im  Sternbild Andromeda am Nordsternhimmel. Sie ist schätzungsweise 219 Mio. Lichtjahre von der Milchstraße entfernt und hat einen Durchmesser von etwa 100.000 Lj. 

Im selben Himmelsareal befinden sich u. a. die Galaxien NGC 252, NGC 258, NGC 260.
Die Typ-Ib-Supernova SN 2011fl wurde hier beobachtet.
Das Objekt wurde am 8. November 1899 von  Guillaume Bigourdan entdeckt.